# Grosseto (provins)
Provinsen Grosseto (it. Provincia di Grosseto) er en provins i regionen Toscana i det centrale Italien. Grosseto er provinsens hovedby.
Der var 211.086 indbyggere ved folketællingen i 2001.

## Geografi
Provinsen Grosseto grænser til:
- i nordvest mod provinsen Livorno,
- i nord mod provinsen Pisa,
- i nordøst mod provinsen Siena,
- i sydøst mod Lazio (provinsen Viterbo) og
- i vest mod Tyrrhenske hav.

Øerne Giglio og Formiche di Grosseto er en del af provinsen. Floden Ombrone render gennem provinsen.

## Kommuner
- Arcidosso
- Campagnatico
- Capalbio
- Castel del Piano
- Castell'Azzara
- Castiglione della Pescaia
- Cinigiano
- Civitella Paganico
- Follonica
- Gavorrano
- Grosseto
- Isola del Giglio
- Magliano in Toscana
- Manciano
- Massa Marittima
- Monte Argentario
- Monterotondo Marittimo
- Montieri
- Orbetello
- Pitigliano
- Roccalbegna
- Roccastrada
- Santa Fiora
- Scansano
- Scarlino
- Seggiano
- Semproniano
- Sorano

42°45′00″N 11°06′30″Ø / 42.75°N 11.108333333333°Ø